# Parastasia anomala
Parastasia anomala är en skalbaggsart som beskrevs av Gilbert John Arrow 1899. Parastasia anomala ingår i släktet Parastasia och familjen Rutelidae. Inga underarter finns listade i Catalogue of Life.